# Santa Clara (Kalifornia)

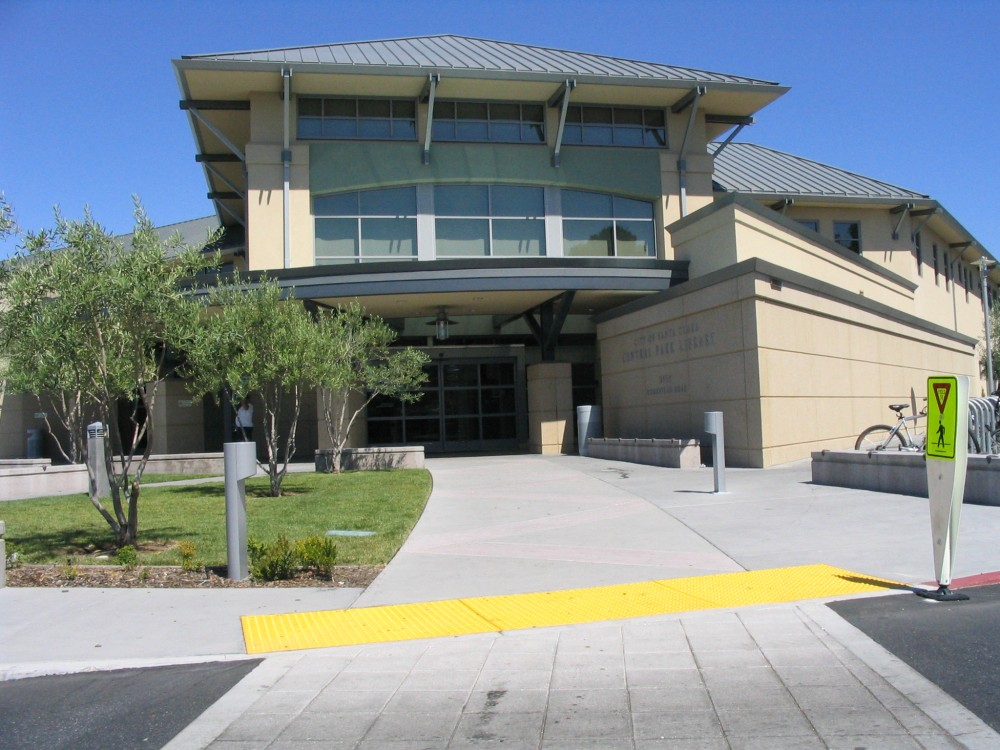
Biblioteka w Parku Centralnym

Santa Clara – miasto w Stanach Zjednoczonych, w stanie Kalifornia, w aglomeracji San Jose w Dolinie Krzemowej.
W mieście znajduje się główna siedziba firmy Nvidia, a także Intel i Sun Microsystems. Liczba mieszkańców w 2012 roku według szacunków US Census Bureau wyniosła 119 311 osób.

## Miasta partnerskie
- Izumo, Japonia
- Coimbra, Portugalia